# (500133) 2012 CC35
(500133) 2012 CC35 es un asteroide perteneciente al cinturón de asteroides, descubierto el 12 de septiembre de 2007 por el equipo del Mount Lemmon Survey desde el Observatorio del Monte Lemmon, Arizona, Estados Unidos.

## Designación y nombre
Designado provisionalmente como 2012 CC35.

## Características orbitales
2012 CC35 está situado a una distancia media del Sol de 2,200 ua, pudiendo alejarse hasta 2,711 ua y acercarse hasta 1,690 ua. Su excentricidad es 0,231 y la inclinación orbital 6,904 grados. Emplea 1192,66 días en completar una órbita alrededor del Sol.

## Características físicas
La magnitud absoluta de 2012 CC35 es 18,3.